# 세키 토시히코
세키 토시히코(関 俊彦, 1962년 6월 11일 ~ )는 일본의 성우이자 무대배우,나레이터,가수 81 프로듀스소속. 미야기현에서 태어나 도치기현에서 자랐다.

## 인물

### 경력
대학시절 1983년 라디오 드라마로 데뷰. 애니메이션 데뷰는 같은해 《태양소년 에스테반》의 병사역. 《붉은 광탄 질리온》(1987년으로 첫 주연을 맡았으며, 이를 계기로 상승세를 탄 BL계 OVA·드라마 CD의 창세기를 연 성우 중 한명이다. OVA 《학원수사 히카리온》에서도 주연을 맡았다.
1991년 야마데라 코이치, 히다카 노리코와 함께 유닛 《바나나 프리터즈》를 결성하여, 라디오, CD 발매, 무대 등에서 활동하였다. (그 뒤, 1995년에 유닛 활동 정지)
가면라이더 덴오의 주제가 《Climax Jump DEN-LINER form》를 불러 오리콘 차트 2위에 랭크 되었다. 그 공적을 인정받아 덴오 공연자들과 함께 성우 어워드에서 시너지 상을 수상하였다.

## 출연 작품
※굵은 글씨는 주연・메인 캐릭터

### 애니메이션/게임
- 0시의 종과 신데렐라 - 아스틴 말로우
- 강철의 연금술사 - 베르시오
- 개구리 중사 케로로 - 오퍼레이션 ◯乙
- 기동전사 건담 F90 - 데프 스탤리온
- 신기동전기 건담 W - 듀오 맥스웰
- 기동전사 건담 SEED - 라우 르 크루제, 죠지 알스터[1]
- 기동전사 건담 SEED DESTINY - 레이 자 바렐
- 기동전사 건담 THE ORIGIN - 오리지널 샤아 아즈나블
- 건담 빌드 파이터즈 배틀로그 - 샤아 아즈나블
- 걸 프렌드(베타) - 시이나 코코미의 아버지
- 검용전설 야이바 - 아마쿠사 시로 도키사다
- 고르고13 - 론(48화)
- 골든 카무이 - 헨미 카즈오
- 공작왕 - 공작
- 기동경찰 패트레이버 - 농사꾼 청년
- 나루토 - 우미노 이루카
- 나의 지구를 지켜줘 - 야쿠시마루 미쿠로
- 녹색전차 해모수(무지개전기 이리스) - 네로(파로)
- 닌타마 란타로 - 도이 한스케
- 닌자 슬레이어 - 포레스트 사와타리
- 닌자 거북이1987년 TV도쿄판
- 닌자전사 토비카게 - 병사
- 달려라 부메랑 - 미나미 신쿠로(이센돌)
- 디시디아 파이널 판타지&디시디아 듀오데심 파이널 판타지 - 빛의 전사
- 디 이블 위딘 - 루빅/루벤 빅토리아노
- 라제폰 - 잇시키 마코토
- 란마 1/2 - 무스
- 마신영웅전 와타루2 - 마계삼형제 차남
- 마동왕 그랑조트 - 그룬왈드
- 마법진 구루구루 - 신관
- 마법의 스타 매지컬 에미 - 엑스트라
- 마징가 Z / INFINITY - 츠루기 테츠야
- 맛의 달인 - 오카보시 료조
- 명탐정 코난 - 오오가미 타카하로 (316~317화), 후유키 겐요(450~451화)
- 명탐정 코난 극장판 침묵의 15분 - 히카와 쇼고(오대오)
- 명왕계획 제오라이머 - 아키츠 마사토, 키하라 마사키
- 모브사이코 100 - 고다 무사시
- 모험유기 플러스터 월드 - 워리엄
- 뫼비우스 파이널 판타지 - 보이스
- 무책임함장 테일러 - 루 바라바 돔
- 무한의 주인 - 소우리
- 문호와 알케미스트 - 츠보우치 쇼요
- 바람의 대륙 - 티에
- 바벨 2세 - 니코라
- 바이오하자드 시리즈 - 윌리엄 버킨
- 발튜스 티아의 빛 - 유드
- 뱀파이어 헌터 D - 그로브 마커스
- 북두의 권 라오우 외전 하늘의 패왕 - 성제 사우더
- 불꽃의 미라주 - 오기 다카야
- 불꽃전학생 - 타키자와 노보루
- 블리치 - 시바 카이엔, 아로니로 아루루에리
- 블랙잭 - 연쇄살인마
- 비다맨 폭외전(구슬동자), 비다맨 폭외전 빅토리(빅토리 구슬동자) - 블랙봉(쿠로봉)
- 쁘티프리 유시 - 화가
- 삼중합체 트랜스포머 GO! - 게키소우마루
- 세인트 세이야 명왕하데스십이궁편 - 스콜피온 미로
- 세인트 세이야 THE LOST CANVAS 명왕신화 - 캔서 세이지
- 세인티아 쇼 - 스콜피온 미로
- 소드가이 The Animation - 미우라 타쿠마
- 소년 음양사 - 후지와라노 유키나리
- 소년탐정 김전일 - 김전일(CD북)
- 쇼와 겐로쿠 라쿠고 신쥬 - 히구치 에이스케
- 슈퍼로봇대전 F - 어윈 더스틴
- 스노하라장의 관리인씨 - 축제 관리자
- 스마일 프리큐어! - 호시조라 히로시
- 신비한 바다의 나디아 - 페이트
- 신세기 GPX 사이버 포뮬러 시리즈 - 블리드 카가
- 신세기 에반게리온 - 아스카 아버지
- 시골소녀 폴리아나 - 존 퓌티아
- 심령탐정 야쿠모 - 사이토 잇신
- 쓰르라미 울 적에 - 이리에 쿄스케
- 아이노 쿠사비 - 리키
- 아톰: 더 비기닝 - 의뢰주
- 안미츠공주 치마키
- 안젤리크 시리즈 - 루바
- 악마성 드라큘라 빼앗긴 각인 - 알버스
- 어떤 마술의 금서목록 - 아레이스타
- 여기는 그린우드 - 테즈카 시노부
- 역전재판 그 「진실」, 이의 있음! - 호시이다케 아이가
- 용기전승 - 레인 페알드
- 용왕이 하는 일! - 키요타키 코스케
- 우주전함 야마토 2199 - 이토 신야
- 울트라맨 초투사격전 - 울트라 세븐
- 울프 팡 - 공아 2001(PS, SS) - 1P 주인공
- 원피스 - 듀발
- 은하영웅전설 - 푸겐베르히
- 은여우 - 사에키 타츠오(애니메이션), 긴타로(VOMIC)
- 은혼 - 카미야마
- 음양사 - 이누가미, 우미보즈
- 저, 트윈 테일이 됩니다 - 폭스 길디
- 적의 신문 드라마CD - 하이바라 유게츠
- 전희절창 심포기어GX - 타치바나 아키라
- 제2차 슈퍼로봇대전 OG - 페르펙티오
- 제노블레이드 크로스 - 주인공 형님 타입
- 창천항로 - 장각
- 채운국 이야기 - 표리앵(아버지 쪽. 현 표가 당주)
- 천공전기 슈라토 - 수라왕 슈라토
- 초자 라이딘 - 아바돈
- 최유기 시리즈 - 현장 삼장, 금선동자
- Caligura -칼리굴라- - 카운셀러
- 칼 이야기 - 마니와 우미가메
- 쾌걸 조로 - 디에고 드 라 베가
- 킬라킬 - 센케츠
- 크로스 앙쥬 천사와 용의 윤무 - 엠브리오
- 킹 오브 프리즘 -유어 엔드리스 콜- 모두 빛나라! 프리즘 투어즈 - 히무로 히지리
- 탐정학원Q - 렌죠 사토루
- 터치 - 나카지마
- 태풍의 그라운드 - 테라바야시 쇼타로
- 택틱스 오우거 - 바이스 보젝
- 태양소년 에스테반 - 병사 A(데뷔작)
- 테일즈 오브 데스티니 2 - 로니 듀나미스
- 트라이건 - 레가트 블루서머즈
- 파랜드 스토리 4개의 봉인(파랜드 스토리FX) - 카이
- 판도라 하츠 (드라마 CD) - 쟈크시즈 브레이크
- 패왕대계 류나이트 - 힛텔
- 펫숍 오브 호러즈 - D 백작
- 프로젝트 크로스 존 - 텐자이 코고로
- 프리티 리듬 레인보우 라이브 - 히무로 히지리
- 피구왕 통키 - 니카이도 타이가(타이거)
- 하얀고양이 프로젝트 - 오즈마
- 하멜의 바이올린 극장판&드라마CD - 라이엘
- 학원전기 히카루온 - 히카루
- 헌터×헌터 리메이크 - 윙
- 혁명기 발브레이브 - 토키시마 소우이치, 나레이션
- 혈계전선 - Dr.가미모츠
- 효게모노 - 이시다 미츠나리
- BTX NEO - 콰트로
- Dark Sector - 헤이든 텐노
- Fate/Grand Order - 안토니오 살리에리(Fate 시리즈)
- WILD ADAPTER - 코우
- YAWARA! - 마츠다 코사쿠
- 얼티밋스쿨 - 영감대왕
- 귀멸의 칼날 - 키부츠지 무잔